# خليج شجرة التين
خليج شجرة التين هو شاطئ رملي يقع في منتجع بروتاراس، قبرص. في عام 2011، أعلن موقع ترب أدفايزر على أنه من أفضل ثلات شواطئ في أوروبا، ولكن في عام 2013 تراجع إلى المركز ال13.
كما هو الحال مع جميع الشواطئ في قبرص، حيث يكون دخول الجمهور اليها مجانا، في حين يتم تأجيرالسرير والمظلة . وتوفر البلدية موقف للسيارات ضمن مسافة قصيرة. الشاطئ الرملي يمتد على طول 500م . ومياه الشاطئ نظيفة جدا وهذا كان كافي ليتم تسميته بالعلم الأزرق علم أزرق شاطئي. الشأطى أخذ اسمة من أشجار التين الموجودة وبكثرة بالقرب من الساحل .
هناك جزيرة غير مأهولة ويكون الوصول إليها بسهولة عن طريق السباحة عبر المياه الضحلة، والموقع يوفر مأوى جيد لبقية الشاطئ.الجزيرة تغطيها النباتات المحلية . في المقابل إلى الشواطئ المحلية الأخرى، مثل نيسي، أصبح خليج شجرة التين مقصدا للعائلات. تتوفر الرياضات المائية مثل التزلج على الماء وركوب الأمواج، والتزلج الهوائي. من أبريل إلى أكتوبر.
في عام 2010، وخلال بعض التحسينات الهيكلية على الشاطئ، تم اكتشاف قبر يوناني قديم,